# Arkadelphia
Arkadelphia é uma cidade localizada no estado americano de Arkansas, no Condado de Clark.

## Demografia
Segundo o censo americano de 2000, a sua população era de 10.912 habitantes.
Em 2006, foi estimada uma população de 10.475, um decréscimo de 437 (-4.0%).

## Geografia
De acordo com o United States Census Bureau, a localidade tem uma área de 19,1 km², dos quais 19,0 km² cobertos por terra e 0,1 km² cobertos por água. Arkadelphia localiza-se a aproximadamente 55 m acima do nível do mar.

## Localidades na vizinhança
O diagrama seguinte representa as localidades num raio de 32 km ao redor de Arkadelphia.